# Barugur, Malur
Barugur là một làng thuộc tehsil Malur, huyện Kolar, bang Karnataka, Ấn Độ.